# ورخ-ژیلینو
ورخ-ژیلینو (به لاتین: Verkh-Zhilino) یک منطقهٔ مسکونی در روسیه است که در سرزمین آلتای واقع شده‌است.